# Верховен, Клаудия
Клаудия Верховен (Claudia Verhoeven; род. 1972, Лейден, Южная Голландия) — американский историк, специалист по истории культуры и идей. Доктор философии (2004), ассоциированный профессор Корнелла. Исследовательница терроризма и современных революционных движений в России, Европе и США. Соредактор The Oxford Handbook of the History of Terrorism (Oxford UP, 2022), Kinship, Community, and Self: Essays in Honor of David Warren Sabean (New York: Berghahn Books, 2014).
Дочь Пола Верховена.

## Биография
Окончила Калифорнийский университет в Беркли (бакалавр философии, 1994). Степень доктора философии по истории получила в Калифорнийском университете в Лос-Анджелесе. В настоящее время занимается исследованием убийства Шэрон Тейт в 1969 году.
Её первая книга The Odd Man Karakozov: Imperial Russia, Modernity, and the Birth of Terrorism (Cornell UP, 2009) {Рец.: Марина Могильнер, , , , } представляет собою микроисторическое исследование первой попытки покушения на царя Александра II в 1866 году (см. Дмитрий Владимирович Каракозов). Указанное стало, по мнению Верховен, основополагающим актом современного терроризма; Simon Pawley счел данную монографию «провокационной».